# 露滴 (加利福尼亞州內華達縣)
露滴（英語：Dew Drop）是位於美國加利福尼亞州內華達縣的一個非建制地區。該地的面積和人口皆未知。

## 地理
露滴的座標為39°05′14″N 121°05′12″W / 39.08722°N 121.08667°W，而該地的平均海拔高度為444米（即1457英尺）。